# Russell Hicks

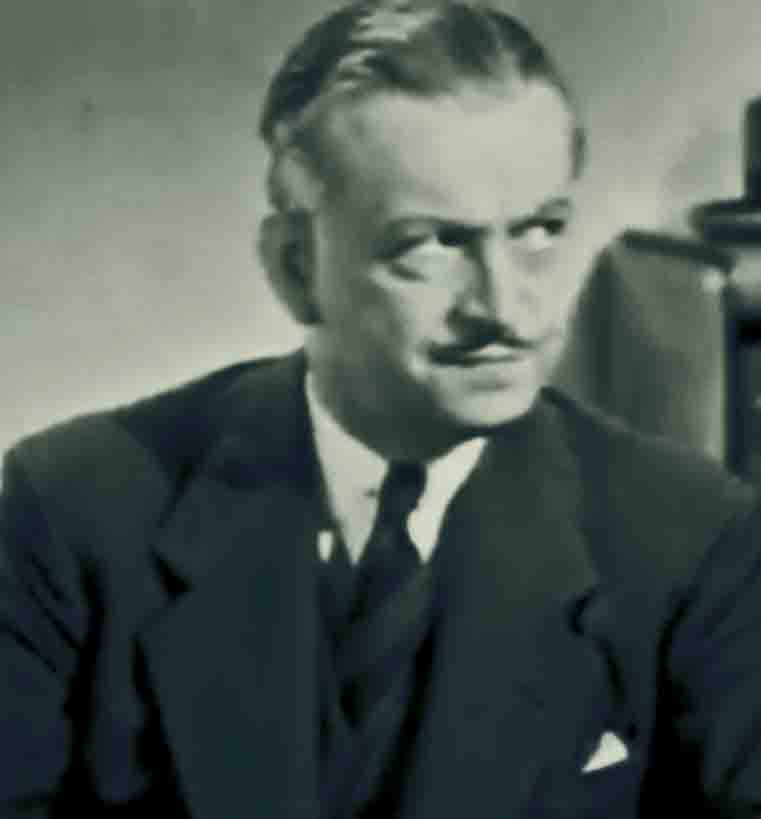
Russell Hicks.

Russell Hicks, född 4 juni 1895 i Baltimore, Ohio, död 1 juni 1957 i Los Angeles, Kalifornien, var en amerikansk skådespelare. Hicks kom att medverka som skådespelare i nära 300 filmer.

## Filmografi i urval
- 1935 – Att älska är att leva
- 1937 – Stjärna sökes
- 1937 – Polisens flygande attack
- 1939 – Triumf
- 1940 – Frank James hämnd
- 1940 – Nattens vargar
- 1940 – Fågel blå
- 1941 – Kvinnan utan nåd
- 1941 – Den stora lögnen
- 1941 – Akta're för spöken
- 1941 – En dag i varuhuset
- 1945 – Domens dal
- 1945 – Kvinna i rött
- 1947 – Prärie
- 1948 – Brott på Broadway